# Gucci Mane
Pour les articles homonymes, voir Gucci (homonymie), Man et Davis.
Gucci Mane, de son vrai nom Radric Delantic Davis (né le 12 février 1980 à Birmingham, en Alabama), est un rappeur américain. Il est aussi le directeur général des labels So Icey Entertainment (désormais fermé) et 1017 BrickSquad Entertainement. En 2005, il perce dans la scène musicale hip-hop avec la publication de son premier album indépendant Trap House, qui suit de son deuxième et troisième albums Hard to Kill et Trap-A-Thon en 2006. Son quatrième album indépendant, Back to the Trap House, est publié en 2007.
En 2009, Gucci Mane publie son sixième album, The State vs. Radric Davis. The Appeal: Georgia's Most Wanted est publié en 2010, et est l'album le mieux accueilli en date. Dès lors, Gucci Mane parvient à se populariser avec ses nombreuses mixtapes, albums indépendants, chansons et collaborations avec d'autres rappeurs comme Lil Wayne, Omarion, Yo Gotti et Young Thug. Le 21 mai 2013, il publie son huitième album Trap House III. Son neuvième album, The State vs. Radric Davis II: The Caged Bird Sings est publié le 25 décembre 2013.

## Biographie

### Jeunesse et débuts
Radric Davis est né le 12 février 1980 à Birmingham, en Alabama. Il déménage ensuite avec sa mère célibataire et sa sœur Joséphine à Atlanta quand il est au CM1. Depuis l'école élémentaire, il aime écrire des poèmes, et il décide de devenir rappeur à l'âge de 14 ans. En 2001, Davis publie un premier album sous le nom de La Flare au label Str8 Drop Records. Il est imprimé en 1 000 exemplaires et distribué dans la rue. En 2002, Davis devient membre de la Sign Yourself Click. Gucci collabore également avec le producteur Zaytoven et lance son propre label, LaFlare Entertainment. Souhaitant signer un contrat de distribution, il se présente à Big Cat, dirigeant du label Big Cat Records. Gucci publie alors une chanson, Black Tee, une réponse au single à succès des Dem Franchize Boyz, White Tee, ainsi que la chanson So Icy aux côtés de Young Jeezy.
En 2005, Davis publie son premier album indépendant, Trap House, qui contient la chanson Icy avec Young Jeezy. L'album atteint le top 20 des Billboard RnB/Hip-Hop Albums et la première place des Billboard Heatseekers. Bien que non membre d'un label major, Gucci réussit à collaborer avec des artistes respectables comme Bun B, Killer Mike, Lil Scrappy, Jody Breeze et Khujo de Goodie Mobb. Des divergences sur les droits du singles mènent à un conflit entre les deux artistes. Hard to Kill suit en 2006 ; il contient le single Freaky Gurl qui atteint la 12e place des Hot Rap Tracks, la 19e des Hot RnB/Hip-Hop Songs, et la 62e du Hot 100. Gucci publiera également les vidéoclips des titres Street Nigazzz et Pillz. Le remix officiel de Freaky Gurl en featuring avec Ludacris et Lil' Kim est inclus dans l'album Back to the Trap House publié en 2007. Gucci Mane participe à la chanson Make tha Trap Sya Aye de OJ da Juiceman et se lance dans la publication de plusieurs mixtapes. Gucci Mane signe au label Warner Bros. Records en mai 2009.

### Succès (2009–2010)
Gucci participe aux remixes des chansons Boom Boom Pow des Black Eyes Peas, Obsessed de Mariah Carey et 5 Star Chick de Yo Gotti, et participe à la chanson Break Up de Mario. Le deuxième album studio de Gucci Mane, The State vs. Radric Davis, est publié par le label Warner Bros. Records le 8 décembre 2009. Son premier single, Wasted en featuring avec Plies, est originellement issu de la mixtape de Mane intitulée Writing on the Wall. Il atteint la 36e place du Billboard Hot 100, la troisième place des Hot RnB/Hip-Hop Songs, et la première place des Rap Songs, ce qui en fait le single de Gucci le mieux vendu en date de 2015. Le second single s'intitule Spotlight avec  Usher. Le troisième single s'intitule Lemonade et le quatrième single, Bingo avec Waka Flocka Flame et Soulja Boy Tell 'Em. Le 2 octobre 2009, Gucci Mane est classé sixième des Hottest MC in the Game par MTV.

### The Appeal: Georgia's Most Wantedet autres projets (2010–2012)

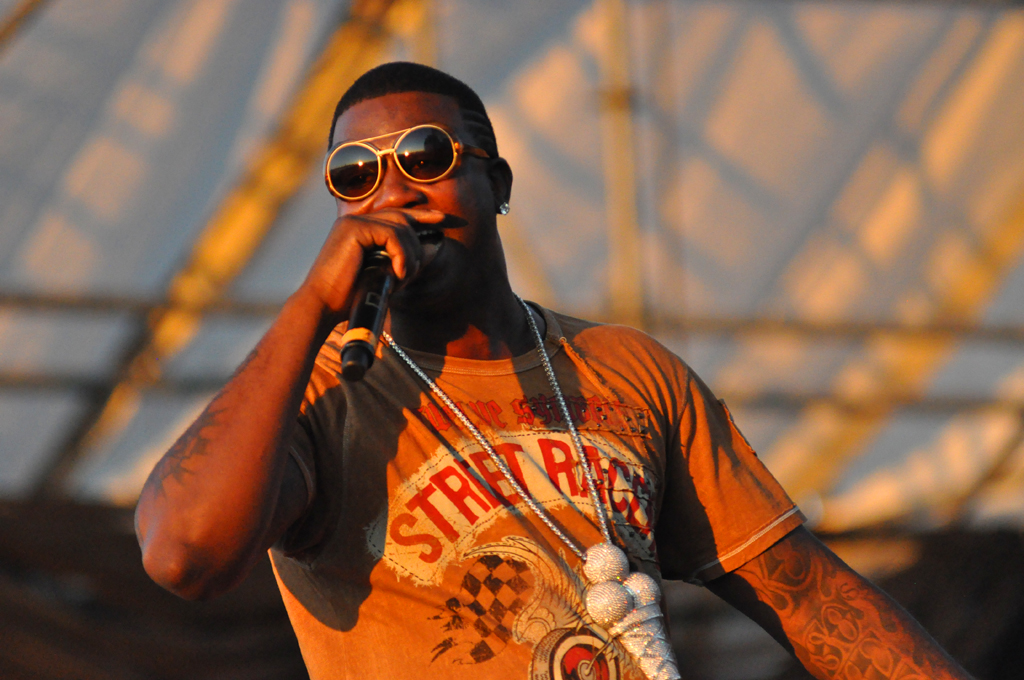
Gucci Mane sur scène le 29 août 2010.

Après sa libération de prison, Gucci Mane annonce le changement de nom de son label So Icey Entertainment en 1017 Brick Squad Records. The Appeal: Georgia's Most Wanted est publié le 28 septembre 2010. Le premier single s'intitule Gucci Time produit par Swizz Beatz. Il est publié sur la page MySpace officielle de Gucci le 6 août 2010. Le single fait également participer Swizz Beatz et est diffusé sur les chaînes de radio américaines urban le 24 août 2010.
Le 18 mars 2011, Gucci Mane publie son dixième EP, The Return of Mr. Zone 6, produit principalement par Drumma Boy. Il débute 18e du Billboard 200, deuxième des Rap Albums, et huitième des RnB/Hip-Hop Albums. Il publie aussi un album collaboratif avec Waka Flocka Flame intitulé Ferrari Boyz le 5 août, le premier album collaboratif de Gucci. Son premier single s'intitule She Be Puttin On en featuring avec Slim Dunkin. Ferrari Boyz débute 21e du Billboard 200. Gucci Mane publie ensuite un autre album collaboratif, cette fois avec la rappeuse V-Nasty, intitulé BAYTL, le 13 décembre. Le premier single de l'album s'intitule Whip Appeal avec P2theLA. Trois ans après la publication de l'album, en voyage pour le tournage du clip de la chanson Push Ups, une chanson issue de BAYTL en featuring avec Slim Dunkin, ce dernier entre en conflit avec un autre individu qui le tue dans un studio d'enregistrement d'Atlanta. Le 5 février 2012, Gucci Mane publie sa mixtape Trap Back qui fait participer Yo Gotti, Rocko, Waka Flocka Flame, Jadakiss, 2 Chainz, et Future, les trois derniers qui participeront au troisième album de Young Jeezy, Thug Motivation 103: Hustlerz Ambition. Le premier single de la mixtape est une chanson du même titre. Des clips vidéo sont tournés pour les titres Quiet, Face Card, In Love With a White Girl avec Yo Gotti, Chicken Room avec Rocko, et Sometimes avec Future,,,,,. Trap Back est positivement accueilli par la presse spécialisée. Il est noté 7,8 par Pitchfork, 7,5 par AllHipHop, et L par XXL,,.
Le 25 mai 2012, Gucci Mane publie une nouvelle mixtape, I'm Up. des clips vidéo de Supa Cocky, Kansas en featuring avec Jim Jones, Wish You Would en featuring avec Verse Simmonds, et Too Damn Sexy en featuring avec Jeremih, sont publiés. Gucci Mane publie ensuite une autre mixtape, Trap God, le 17 octobre 2012. La mixtape fait notamment participer Waka Flocka Flame, Rick Ross, Future, Meek Mill et Birdman.

### Trap House IIIetThe State vs. Radric Davis II(2013)
Le 12 février 2013, Gucci Mane publie sa mixtape Trap God 2.  la fin du mois de mars, Gucci publie trois nouvelles mixtapes – Free Bricks 2 avec Young Scooter, Trap Back 2 et EastAtlantaMemphis avec Young Dolph. En février 2013, Gucci Mane annonce un nouvel album intitulé Trap House III, le troisième et dernier volet sa la série Trap House. L'album est publié le 31 mai 2013. Le 31 mai 2013, Gucci Mane annonce également un nouvel album intitulé Mr. GuWop qui fera participer Marilyn Manson, ce dernier qui aidera Mane à prendre une direction musicale différente. Le 5 juin 2013, Gucci Mane annonce la sortie à son label 1017 Brick Squad d'une première compilation de groupe intitulée Big Money Talk.
Le 7 septembre 2013, plusieurs membres de 1017 Brick Squad et Brick Squad Monopoly entrent en conflit sur Twitter, comme Gucci Mane, Waka Flocka, Frenchie, Wooh Da Kid, et OJ da Juiceman. Gucci aurait même balancé « nique brick squad » (fuck brick squad) et accuse son ancien manager, la mère de Waka Flocka, Debra Antney, d'avoir subtilisé de l'argent à OJ da Juiceman et French Montana. Frenchie accuse, lui, Gucci Mane d'avoir soudoyé l'avocat de Young Vito, le meurtrier présumé de Slim Dunkin, ce que nie Gucci. Frenchie publie ensuite une diss song envers Gucci le lendemain. Les jours qui suivent, OJ da Juiceman, Young Dolph, Frenchie et Wooh da Kid ne participent plus au label 1017 Brick Squad Records. 1017 Brick Squad aurait également perdu son contrat de distribution avec Atlantic Records, et le label sera dissous,. Le 9 septembre 2013, Gucci propose la vente sur Twitter de ce qu'il considère ses principaux artistes : Waka Flocka Flame, Young Scooter, et le contrat de Young Thug. Toujours sur Twitter, il entre en conflit avec d'autres rappeurs et producteurs comme Nicki Minaj, Plies, Drake, Rocko, Polow da Don, 2 Chainz, Rick Ross, Young Jeezy, T.I., Yo Gotti, Frenchie, 808 Mafia, Waka Flocka et Tyga. Le lendemain, il publie une diss song intitulée Stealing avec OJ da Juiceman, et produit par Zaytoven. Sur la chanson, il charge T.I., Young Jeezy, et Yo Gotti. La nuit suivante, il publie une mixtape Diary of a Trap God. Après la publication de la mixtape, Mane clame s'être fait pirater son compte Twitter par son ancien manager Coach K pour 5 000 dollars. Il supprime par la suite les tweets polémiques et son compte. Cependant, en septembre 2013, Gucci Mane admet avoir posté ses messages sous l'influence de la codéïne et de prométhazine. Il s'excuse auprès des fans, de sa famille, et des autres membres de l'industrie musicale. Gucci Mane annonce également se mettre en cure de désintoxication pendant sa période en prison pour détention illégale d'armes à feu.

### Projets depuis la prison (depuis 2014)
Gucci Mane publie une mixtape collaborative mixtape avec Young Thug intitulée Young Thugga Mane La Flare, publié gratuitement le 20 avril 2014. Il publie ensuite un autre projet collaboratif avec les membres de 1017 BrickSquad intitulé Brick Factory Vol. 1, le 24 mai la même année. Son huitième album numérique Trap House 4 est publié le 4 juillet 2014. Il fait participer Chief Keef, Young Scooter, K Camp et Fredo Santana. Le 22 juillet 2014, Gucci Mane annonce un nouvel album, The Oddfather pour le 28 juillet 2014. Le 15 août 2014, Gucci Mane publie son dixième album, Gucci Vs Guwop, puis la mixtape Brick Factory vol. 2. Le jour de Noël, Gucci Mane publie son treizième album, East Atlanta Santa avec notamment Raury, Shawty Lo et OJ da Juiceman,. En tout, il compte douze projets sortis en 2014 pendant sa détention, et $1 300 000 de recette.
Gucci Mane publie son quatorzième album en janvier 2015, 1017 Mafia: Incarcerated. À son anniversaire, le 12 février 2015, il publie Brick Factory 3.

## Démêlés judiciaires
En avril 2001, Davis est arrêté pour possession de cocaïne et condamné à 90 jours en prison.
Début mai 2005, Young Jeezy promet dans la chanson Stay Strapped 10 000 $ à quiconque volerait la chaîne de Gucci Mane.
Le 10 mai 2005, Davis est attaqué dans sa maison à Decatur par un groupe d'individus. Après un échange de coups de feu, un des agresseurs, Henry Lee Clark III, rappeur signé par Jeezy sous le nom de Pookie Loc, est retrouvé mort près d'un collège avoisinant la maison de Davis. Le 19 mai 2005, après s'être rendu à la police, Davis est inculpé de meurtre. Ayant plaidé la légitime défense, Davis est acquitté en janvier 2006, pour légitime défense. En octobre 2005, il plaide coupable dans une autre affaire pour avoir attaqué un night club en juin 2005. Il est condamné à 600 heures de services à la communauté et de six mois de prison pour cette affaire. Il est libéré de prison en janvier 2006. En septembre de la même année, il est arrêté pour n'avoir effectué que 25 de ses 600 heures prévues lors de sa condamnation. Il écope d'un an de prison mais est relâché après six mois d'incarcération. Le 12 novembre 2009, Gucci Mane est condamné à un an de prison pour violation des conditions de sa probation. Il est libéré le 12 mai 2010.
Pendant plusieurs années après le meurtre de Pookie Loc, la tension reste vive entre Gucci Mane et Young Jeezy. Après une tentative de réconciliation en 2009, Gucci remet de l'huile sur le feu en 2012 en publiant Truth, "diss track" dans lequel il rend Young Jeezy responsable du meurtre de Pookie Loc.
Après avoir été arrêté en possession d'une arme à feux la nuit du 14 septembre 2013 à Atlanta et incarcéré de suite, Gucci Mane est condamné à 3 ans et 3 mois de prison, 11 mois après son début d’incarcération, en 2014. Grâce à un accord obtenu avec les procureurs, le rappeur évite de faire face à une peine minimum de 10 ans de prison. Il servira donc les 28 mois restant de sa condamnation. Cet accord stipulait sa libération le 30 septembre 2016 mais Gucci Mane est finalement libéré le 26 mai 2016.
Vingt-quatre heures après cette libération le rappeur met en ligne une musique intitulée « First Day Out The Feds » faisant référence à une première musique « First Day Out » mise en ligne en février 2010 à la suite de sa dernière sortie de prison.
Gucci Mane semble avoir perdu beaucoup de poids à la suite de son incarcération, en témoignent les vidéos postées par sa petite-amie Keyshia Ka'oir. Il apparaît totalement métamorphosé sur les réseaux sociaux, ce qui pousse un certain nombre d'internautes et fans à penser qu'il s'agit d'un clone.

## Discographie

### Albums studio
- 2005 : Trap House
- 2006 : Hard to Kill
- 2007 : Trap-a-thon
- 2007 : Back to the Trap House
- 2009 : Murder was the case
- 2009 : The State vs. Radric Davis
- 2010 : The Appeal: Georgia's Most Wanted
- 2011 : The Return of Mr. Zone 6
- 2013 : Trap House III
- 2013 : The State vs. Radric Davis II: The Caged Bird Sings
- 2014 : Trap House IIII
- 2014 : The OddFather
- 2014 : East Atlanta Santa
- 2015 : 1017 Mafia : Incarcereted
- 2015 : Breakfast
- 2015 : Lunch
- 2015 : Dinner
- 2016 : Everybody Looking
- 2016 : WopTober
- 2016 : The Return of East Atlanta Santa
- 2017 : Mr. Davis
- 2018 : Evil Genius
- 2019 : Delusions of Grandeur
- 2019 : Woptober II
- 2019 : East Atlanta Santa 3
- 2021 : Ice Daddy
- 2023 : Breath of fresh air

### Compilation
- 2008 : Hood Classics
- 2013 : Hood Classics 2
- 2013 : Hood Classics 3
- 2016 : Meal Ticket
- 2016 : Tru Colors
- 2020 : So Icy Summer
- 2020 : So Icy Gang Vol.1
- 2020 : Trap God Classics : I am My Only Competition
- 2021 : So Icy Boyz

### EPs
- 2009 : Wasted: The Prequel
- 2015 : Views From Zone 6
- 2015 : Dessert
- 2016 : GuccTiggy (avec Zaytoven) Ferrari Boyz (en)
- 2016 : Free Bricks 2 (Zone 6 Edition) (avec Future)
- 2016 : 10. 17 vs. The World (avec Lil Uzi Vert)
- 2017 : 3 for Free

### Albums collaboratifs
- 2011 : Ferrari Boyz (avec Waka Flocka Flame)
- 2011 : BAYTL (avec V-Nasty)

### Mixtapes
- 2006 : Chicken Talk
- 2007 : Ice Attack
- 2007 : Ice Attack: Part 2
- 2007 : Bird Flu (Southern Slang)
- 2007 : No Pad, No Pencil
- 2007 : Guapaholics (avec Shawty Lo)
- 2008 : EA Sportscenter
- 2008 : Mr. Perfect
- 2008 : Gucci Sosa
- 2008 : Definition of a G (avec Yo Gotti)
- 2008 : From Zone 6 To Duval
- 2008 : The Movie
- 2009 : Bird Flu: Part 2
- 2009 : Bird Money
- 2009 : Writings on the Wall
- 2009 : The Movie: Part 2 (The Sequel)
- 2009 : The Burrrprint: 3D (The Movie: Part 3)
- 2009 : The Cold War: Part 1 (Guccimerica)
- 2009 : The Cold War: Part 2 (Great Brrritain)
- 2009 : The Cold War: Part 3 (Brrrussia)
- 2010 : Burrrprint (2) HD
- 2010 : Mr. Zone 6
- 2010 : Jewelry Selection
- 2010 : Ferrari Music
- 2010 : Buy My Album
- 2010 : Gucci 2 Time
- 2011 : BrickSquad Mafia
- 2011 : Writings on the Wall 2
- 2011 : Free Bricks (avec Future)
- 2012 : Trap Back
- 2012 : I'm Up
- 2012 : Trap God
- 2012 : Trap God 2
- 2013 : Free Bricks 2 (avec Young Scooter)
- 2013 : EastAtlantaMemphis (avec Young Dolph)
- 2013 : Trap Back 2
- 2013 : Money Pounds Ammunition (avec PeeWee Longway)
- 2013 : World War 3: Molly (Produit par Metro Boomin)
- 2013 : World War 3: Lean (Produit par Zaytoven)
- 2013 : World War 3: Gas (Produit par TM-88)
- 2013 : The Diary Of A Trap God
- 2014 : Trap God III
- 2014 : Young Thugga Mane Laflare (avec Young Thug)
- 2014 : Brick Factory, Vol.1
- 2014 : The White Album (avec Peewee Longway)
- 2014 : The Purple Album (avec Young Thug)
- 2014 : The Green Album (avec Migos)
- 2014 : Felix Brothers (avec Peewee Longway & Young Dolph)
- 2014 : Gucci Vs Guwop
- 2014 : The Brick Factory, Vol. 2
- 2014 : The Return Of Mr. Perfect
- 2014 : Big Gucci Sosa (avec Chief Keef)
- 2014 : C.N.O.T.E. Vs. Gucci (avec Honorable C.N.O.T.E.)
- 2015 : Brick Factory, Vol.3
- 2015 : Mr. Clean, The Middle Man
- 2015 : Trap House 5 (The Final Chapter)
- 2015 : King Gucci
- 2015 : Trapology
- 2015 : East Atlanta Santa 2
- 2016 : Mamas Basement
- 2016 : C.N.O.T.E Vs. Gucci (avec Honorable C.N.O.T.E)
- 2016 : Woptober
- 2017 : DropTopWop (avec Metro Boomin)
- 2017 : El Gato : The Human Glacier

### Singles
| Année                                | Titre                                                                | Billboard Hot 100 | Hot R&B/Hip-Hop Songs | Hot Rap Tracks | Album                                               |
| ------------------------------------ | -------------------------------------------------------------------- | ----------------- | --------------------- | -------------- | --------------------------------------------------- |
| 2005                                 | Icy (featuring Young Jeezy & Boo)                                    | 105               | 46                    | 23             | Trap House                                          |
| 2006                                 | Go Head (featuring Mac Bre-Z)                                        | —                 | 51                    | —              | Trap House / Hard to Kill                           |
| 2007                                 | Freaky Gurl                                                          | 62                | 19                    | 12             | Hard to Kill / Trap-A-Thon                          |
| 2009                                 | Stoopid                                                              | —                 | 66                    | —              | Murder Was the Case                                 |
| 2009                                 | Wasted (featuring Plies)                                             | 36                | 3                     | 3              | The State vs. Radric Davis                          |
| 2009                                 | Spotlight (featuring Usher)                                          | 42                | 15                    | 8              | The State vs. Radric Davis                          |
| 2009                                 | Worst Enemy                                                          | —                 | —                     | —              | The State vs. Radric Davis                          |
| 2009                                 | Heavy                                                                | —                 | —                     | —              | The State vs. Radric Davis                          |
| 2013                                 | Nuthin' on Ya (featuring Wiz Khalifa)                                | —                 | —                     | —              | Trap House III                                      |
| 2013                                 | Breakfast (featuring Waka Flocka Flame & Peewee Longway)             | —                 | —                     | —              | Money, Pounds, Ammunition                           |
| 2013                                 | Use Me (featuring 2 Chainz)                                          | —                 | —                     | —              | Trap House III                                      |
| 2013                                 | Darker (featuring Chief Keef)                                        | —                 | —                     | —              | Trap House III                                      |
| 2013                                 | #MentionMe                                                           | —                 | —                     | —              | The State vs. Radric Davis II: The Caged Bird Sings |
| 2016                                 | 1st Day Out tha Feds                                                 | —                 | 42                    | —              | Everybody Looking                                   |
| 2016                                 | Back on Road (featuring Drake)                                       | 81                | 28                    | 22             | Everybody Looking                                   |
| 2016                                 | Bling Blaww Burr (featuring Young Dolph)                             | —                 | —                     | —              | Woptober                                            |
| 2016                                 | Last Time (featuring Travis Scott)                                   | —                 | —                     | —              | The Return of East Atlanta Santa                    |
| 2016                                 | Drove U Crazy (featuring Bryson Tiller)                              | —                 | —                     | —              | The Return of East Atlanta Santa                    |
| 2017                                 | Both (featuring Drake)                                               | 41                | 16                    | 11             | The Return of East Atlanta Santa                    |
| 2017                                 | Make Love (featuring Nicki Minaj)                                    | 78                | 33                    | 22             | Mr. Davis                                           |
| 2017                                 | Tone It Down (featuring Chris Brown)                                 | —                 | —                     | —              | Mr. Davis                                           |
| 2017                                 | I Get the Bag (featuring Migos)                                      | 11                | 5                     | 5              | Mr. Davis                                           |
| 2017                                 | Curve (featuring The Weeknd)                                         | 67                | 28                    | 22             | Mr. Davis                                           |
| 2018                                 | Boom (featuring Tiësto & Sevenn)                                     | —                 | —                     | —              | —                                                   |
| 2018                                 | Solitaire (featuring Migos & Lil Yachty)                             | —                 | —                     | —              | Evil Genius                                         |
| 2018                                 | Kept Back (featuring Lil Pump)                                       | —                 | —                     | —              | Evil Genius                                         |
| 2018                                 | Wake Up in the Sky (featuring Bruno Mars & Kodak Black)              | 11                | 5                     | 5              | Evil Genius                                         |
| 2019                                 | Love Thru the Computer (featuring Justin Bieber)                     | —                 | —                     | —              | Delusions of Grandeur                               |
| 2019                                 | Backwards (featuring Meek Mill)                                      | —                 | —                     | —              | Delusions of Grandeur                               |
| 2019                                 | Proud of You                                                         | —                 | —                     | —              | Delusions of Grandeur                               |
| 2019                                 | Richer Than Errybody (featuring YoungBoy Never Broke Again & DaBaby) | —                 | —                     | —              | Woptober II                                         |
| 2019                                 | Big Booty (featuring Megan Thee Stallion)                            | —                 | —                     | —              | Woptober II                                         |
| 2019                                 | Tootsies (featuring Lil Baby)                                        | —                 | —                     | —              | Woptober II                                         |
| 2019                                 | Jingle Bales Intro                                                   | —                 | —                     | —              | East Atlanta Santa 3                                |
| She Miss Me (featuring Rich The Kid) | —                                                                    | —                 | —                     |                | East Atlanta Santa 3                                |
| 2020                                 | Both Sides (featuring Lil Baby)                                      | —                 | —                     | —              | So Icy Summer                                       |
| 2020                                 | Still remember (featuring Pooh Shiesty)                              | —                 | —                     | —              | So Icy Summer                                       |
| 2020                                 | Who is he (featuring Pooh Shiesty)                                   | —                 | —                     | —              | So Icy Summer                                       |
| 2020                                 | Meeting (featuring Foogiano & Mulatto)                               | —                 | —                     | —              | So Icy Gang Vol.1                                   |
| 2021                                 | You a Dime (featuring Dj Chose)                                      | —                 | —                     | —              | Non-Album single                                    |
| 2021                                 | Shit Crazy (featuring Big30)                                         | —                 | —                     | —              | Non-Album single                                    |
| 2021                                 | Poppin (featuring BigWalkDog)                                        | —                 | —                     | —              | Non-Album single                                    |
| 2021                                 | Like 34 & 8 (featuring Pooh Shiesty)                                 | —                 | —                     | —              | Non-Album single                                    |

### Collaborations
| Année | Titre                                                                                | Billboard Hot 100 | Hot R&B/Hip-Hop Songs | Hot Rap Tracks | Album                                         |
| ----- | ------------------------------------------------------------------------------------ | ----------------- | --------------------- | -------------- | --------------------------------------------- |
| 2008  | Gucci Bandana (Soulja Boy Tell 'Em featuring Gucci Mane & Shawty Lo)                 | —                 | 89                    | —              | ISouljaBoyTellem                              |
| 2008  | Make Tha Trap Say Aye (OJ da Juiceman featuring Gucci Mane)                          | 108               | 22                    | 13             | The Otha Side of the Trap                     |
| 2009  | Ridiculous (DJ Drama featuring Gucci Mane, Yo Gotti, Lonnie Mac & OJ da Juiceman)    | —                 | 104                   | —              | Gangsta Grillz: The Album (Vol. 2)            |
| 2009  | Break Up (Mario featuring Gucci Mane & Sean Garrett)                                 | 14                | 2                     | —              | D.N.A.                                        |
| 2009  | I Think I Love Her (Greg Street featuring Gucci Mane)                                | —                 | 85                    | —              | –                                             |
| 2009  | Self Made (K. Michelle featuring Gucci Mane)                                         | —                 | 89                    | —              | K. Michelle                                   |
| 2009  | Boi! (Young Problemz & Mike Jones featuring Gucci Mane)                              | —                 | 74                    | —              | The Voice                                     |
| 2009  | LOL :-) (Trey Songz featuring Soulja Boy Tell 'Em & Gucci Mane)                      | 51                | 12                    | —              | Ready                                         |
| 2009  | Steady Mobbin' (Lil Wayne featuring Gucci Mane)                                      | —                 | 42                    | 22             | We Are Young Money                            |
| 2009  | I Get It In (Omarion featuring Gucci Mane)                                           | 83                | 20                    | —              | Ollusion                                      |
| 2009  | Pretty Girls (Wale featuring Gucci Mane & Weensey)                                   | —                 | —                     | —              | Attention Deficit                             |
| 2009  | Tip of My Tongue (Jagged Edge featuring Trina & Gucci Mane)                          | —                 | —                     | —              | The Remedy                                    |
| 2009  | Look Like This(Lil Scrappy featuring Gucci Mane)                                     | —                 | —                     | —              | Tha Grustle                                   |
| 2009  | Krazy (Game featuring Gucci Mane & Timbaland)                                        | —                 | —                     | —              | The R.E.D. Album                              |
| 2009  | Sponsor (Teairra Mari featuring Gucci Mane & Soulja Boy)                             | —                 | 92                    | —              | At That Point                                 |
| 2009  | Fuck my baby (Nicki Minaj featuring Gucci Mane)                                      | —                 | 97                    | —              | Body                                          |
| 2009  | Settin' Standards (Kollosus featuring Gucci Mane)                                    | —                 | —                     | —              | —                                             |
| 2009  | Shine Blockas (Big Boi featuring Gucci Mane)                                         | —                 | —                     | —              | Sir Lucious Left Foot: The Son of Chico Dusty |
| 2016  | Black Beatles (Rae Sremmurd featuring Gucci Mane)                                    | 1                 | 1                     | 1              | SremmLife 2                                   |
| 2016  | 2.7 Zéro 10. 17 (Kaaris featuring Gucci Mane)                                        | —                 | —                     | —              | Okou Gnakouri                                 |
| 2016  | Good Drank (2 Chainz featuring Quavo & Gucci Mane)                                   | 70                | 32                    | 22             | Hibachi for Lunch                             |
| 2016  | Work for It (DJ Khaled featuring Big Sean, Gucci Mane & 2 Chainz)                    | —                 | —                     | —              | Major Key                                     |
| 2016  | Buy Back the Block (Rick Ross featuring 2 Chainz & Gucci Mane)                       | —                 | —                     | —              | —                                             |
| 2016  | Floyd Mayweather (Young Thug featuring Travis Scott, Gucci Mane & Gunna)             | —                 | 41                    | —              | Jeffery (en)                                  |
| 2016  | Party (Chris Brown featuring Gucci Mane & Usher)                                     | 40                | 14                    | —              | Heartbreak on a Full Moon                     |
| 2017  | That's How I Feel (Young Dolph featuring Gucci Mane)                                 | —                 | —                     | —              | Bulletproof                                   |
| 2017  | She on My Dick (Rick Ross featuring Gucci Mane)                                      | —                 | —                     | —              | Rather You Than Me                            |
| 2017  | What Happened Last Night (The Kolors featuring Gucci Mane & Daddy's Groove)          | —                 | —                     | —              | You                                           |
| 2017  | Cold (Remix) (Maroon 5 featuring Future & Gucci Mane)                                | —                 | —                     | —              | —                                             |
| 2017  | Slippery (Migos featuring Gucci Mane)                                                | 29                | 12                    | 7              | Culture                                       |
| 2017  | Perfect Pint (Mike Will Made It featuring Kendrick Lamar, Rae Sremmurd & Gucci Mane) | —                 | —                     | —              | Ransom 2                                      |
| 2018  | Cool (Felix Jaehn featuring Marc E. Bassy & Gucci Mane)                              | —                 | —                     | —              | I                                             |
| 2018  | Might Be (T-Pain featuring Gucci Mane)                                               | —                 | —                     | —              | —                                             |
| 2018  | All I Need (Dimitri Vegas & Like Mike featuring Gucci Mane)                          | —                 | —                     | —              | —                                             |
| 2018  | Survive (Don Diablo featuring Emeli Sandé & Gucci Mane)                              | —                 | —                     | —              | —                                             |
| 2018  | Mop (Borgore featuring Thirty Rack & Gucci Mane)                                     | —                 | —                     | —              | —                                             |
| 2018  | Different Game (Jackson Wang featuring Gucci Mane)                                   | —                 | —                     | —              | —                                             |
| 2019  | Shoebox (Hoodrich Pablo Juan featuring Nav & Gucci Mane)                             | —                 | —                     | —              | Hoodwolf 2                                    |
| 2019  | With You (Jay Sean featuring Asian Doll & Gucci Mane)                                | —                 | —                     | —              | —                                             |
| 2019  | Bacc at It Again (Yella Beezy featuring Quavo & Gucci Mane)                          | 94                | 40                    | —              | —                                             |
| 2019  | En Sang (Emil Stabil featuring Gucci Mane)                                           | —                 | —                     | —              | —                                             |

## Filmographie
- 2012 : Spring Breakers de Harmony Korine : Big Arch